# Trine Dyrholm
Trine Dyrholm (Odense, 15 april 1972) is een Deense actrice en zangeres.

## Carrière
Dyrholm deed als veertienjarige mee aan het Dansk Melodi Grand Prix 1987, de Deense voorronde voor het Eurovisiesongfestival. Dyrholm zong met The Moonlighters het lied Danse i Måneskin ("Dansen in de maneschijn"). Ze eindigden op de 4de plaats met 20 punten.
Tussen 1991 en 1995 ging Dyrholm naar de Statens Teaterskole. In 1990 debuteerde ze in de film Springflod en ze kreeg daarvoor de 'Bodil' voor beste actrice.
In Denemarken werd Trine Dyrholm meermaals onderscheiden. Ze won voor haar speelfilms zesmaal een Bodil voor Beste actrice en tweemaal een Robert voor Beste Actrice. Daarnaast werd ze voor haar rol van Gro Grønnegaard in de serie Arvingerne (The Legacy) driemaal onderscheiden.
Internationaal won Trine Dyrholm met de film Kollektivet in 2016 een Zilveren Beer voor beste actrice op het filmfestival van Berlijn.

## Filmografie (selectie)
| jaar | titel               | Engelse titel            | regisseur                    | prijzen | opmerkingen                                                                                       |
| ---- | ------------------- | ------------------------ | ---------------------------- | --- | ------------------------------------------------------------------------------------------------- |
| 1990 | Springflod          | Spring Tide              | Eddie Thomas Petersen        | Bodil voor beste actrice (1991) | debuutfilm                                                                                        |
| 1998 | Festen              | The Celebration          | Thomas Vinterberg            | | Dogma 95-film                                                                                     |
| 2001 | P.O.V.              |                          |                              | | nominatie Robert voor beste actrice (2003)                                                        |
| 2004 | Forbrydelser        | In Your Hands            | Annette K. Olesen            | Bodil voor Beste vrouwelijke bijrol (2005) Robert voor beste vrouwelijke bijrol (2005) Zulu Awards voor beste vrouwelijke bijrol (2004) |                                                                                                   |
| 2005 | Fluerne på væggen   | Flies on the wall        | Åke Sandgren                 | Bodil voor beste actrice (2006) | nominatie Robert voor beste actrice (2006)                                                        |
| 2006 | En soap             | A soap                   | Pernille Fischer Christensen | Bodil voor beste actrice (2007) Robert voor beste actrice (2007)                                                                        |                                                                                                   |
| 2006 | Offscreen           |                          | Christoffer Boe              | | nominatie Robert voor beste vrouwelijke bijrol (2007)                                             |
| 2007 | Daisy Diamond       | Daisy Diamond            | Simon Staho                  | | nominaties Bodil voor beste vrouwelijke bijrol (2008) Robert voor beste vrouwelijke bijrol (2008) |
| 2008 | Lille soldat        | Little Soldier           | Annette K. Olsen             | | nominatie Bodil voor beste actrice (2009) nominatie Robert voor beste actrice (2009)              |
| 2010 | Hævnen              | In a better world        | Susanne Bier                 | Bodil voor beste actrice (2011) Robert voor beste actrice (2011)                                                                        | nominatie Zulu Awards voor beste actrice (2011)                                                   |
| 2012 | En kongelig affære  | A royal affair           | Nikolaj Arcel                | Robert voor beste vrouwelijke bijrol (2013)                                                                                             | nominatie Bodil voor beste vrouwelijke bijrol (2013)                                              |
| 2012 | Den skaldede frisør | Love Is All You Need     | Susanne Bier                 | Robert voor beste actrice (2013) Zulu Awards voor beste actrice (2013)                                                                  | nominatie Bodil voor beste actrice (2013)                                                         |
| 2014 | En du elsker        | Someone you love         | Pernille Fischer Christensen | | nominatie Robert voor beste vrouwelijke bijrol (2015)                                             |
| 2015 | Lang historie kort  | Long History Short       | May el-Toukhy                | Robert voor beste vrouwelijke bijrol (2016)                                                                                             | nominatie Bodil voor beste vrouwelijke bijrol (2016)                                              |
| 2016 | Kollektivet         | The Commune              | Thomas Vinterberg            | Zilveren Beer voor beste actrice (2016) Bodil voor beste actrice (2017) Robert voor beste actrice (2017)                                | nominaties Europese filmprijzen (2016) Zulu Awards voor beste actrice (2016)                      |
| 2017 | Du forsvinder       | You Disappear            | Peter Schønau Fog            | | nominaties Bodil voor beste actrice (2018) Robert voor beste actrice (2018)                       |
| 2017 | Nico, 1988          |                          | Susanna Nicchiarelli         | | Film over de zangeres Nico                                                                        |
| 2018 | Unga Astrid         | Becoming Astrid          | Pernille Fischer Christensen | | Biopic over de Zweedse schrijver Astrid Lindgren                                                  |
| 2024 | Pigen med nålen     | The Girl with the Needle | Magnus von Horn              | |                                                                                                   |
| 2024 | Poison              |                          | Désirée Nosbusch             | |                                                                                                   |

| jaar | titel      | Engelse titel | regisseur       | prijzen                                                                                                | opmerkingen |
| ---- | ---------- | ------------- | --------------- | --- | --- |
| 2014 | Arvingerne | The Legacy    | Pernilla August | Bodil (2016) Robert voor Beste actrice - tv-series (2016) Robert voor Beste actrice - tv-series (2015) | gedeelde Bodil-prijs, samen met Maya Ilsøe (schrijver) en Pernilla August nominatie: Robert voor beste actrice - tv-serie (2018) |